# Gerhard Ahrens
Gerhard Ahrens (* 17. Oktober 1932 in Oberg; † 17. Februar 2024) war ein deutscher Fußballspieler. Er war Mitglied der „Walter-Elf“ beim 1. FC Kaiserslautern.

## Sportlicher Werdegang
Ab der Saison 1954/55, nach einem Jahr bei den Lautrer Amateuren, wurde er Mitglied der legendären „Walter-Elf“. Bis 1958 absolvierte Ahrens für den 1. FC Kaiserslautern 38 Oberligaspiele (ein Tor) und vier Endrundenspiele um die deutsche Meisterschaft. Vor der Saison 1958/59 wechselte er innerhalb der Oberliga Südwest zu den Sportfreunden Saarbrücken und erreichte mit dem Aufsteiger einen hervorragenden 6. Platz. Vier Jahre spielte er in der Oberliga für die Sportfreunde. 1962 zog es Gerhard Ahrens zum SV Alsenborn, der mit Willi Hölz und Otto Render weitere ehemalige Spieler des 1. FC Kaiserslautern verpflichtet hatte und in den Jahren bis 1965 dreimal in Folge bis in die Regionalliga Südwest, die damals zweithöchste Spielklasse, aufstieg.
Gerhard Ahrens verstarb nach längerer Krankheit im Alter von 91 Jahren am 17. Februar 2024.

## Buchautor
Gerhard Ahrens schrieb im Jahr 2007 die Bücher Kochen und Backen sowie Was hilft und brachte ein Buch mit dem Titel Mythos Fritz Walter heraus. Darin schildert er seine Zeit beim 1. FC Kaiserslautern, berichtet viele kleine Anekdoten über Fritz Walter, aber beschreibt auch kritisch das Geschehene in den letzten Jahren bei diesem Verein sowie auch seine Spiel- und Trainerzeit beim SV Alsenborn.

## Werke
- Gerhard Ahrens: Mythos Fritz Walter. Books on Demand GmbH, Norderstedt 2007, ISBN 978-3-8334-9050-7.
- Gerhard Ahrens: Kochen und Backen. Books on Demand GmbH, Norderstedt 2007, ISBN 978-3-8370-1599-7.
- Gerhard Ahrens: Was hilft? Books on Demand GmbH, Norderstedt 2007, ISBN 978-3-8370-1507-2.